# 羽曳が丘西
羽曳が丘西（はびきがおかにし）は大阪府羽曳野市の町名。現行行政地名は羽曳が丘西一丁目から羽曳が丘西七丁目。

## 地理
羽曳が丘西は羽曳野市南西部に位置する。丘陵地を造成した住宅地が大半を占める。北で学園前、東及び南で羽曳が丘、南西で河原城の飛地、西で埴生野、北西で河原城と接する。

## 歴史
もとは羽曳野市河原城・埴生野・羽曳が丘6・8丁目の各一部。1966年(昭和41年)、羽曳が丘西1-3丁目が成立、翌1967年（昭和42年）羽曳が丘西4・5丁目が成立。1973年（昭和47年）一部が羽曳が丘4・6丁目となり、翌1974年（昭和48年）河原城・埴生野の一部を編入した。また、2003年（平成15年）に羽曳が丘西6・7丁目も成立している。

## 世帯数と人口
2020年（令和2年）4月30日現在（羽曳野市発表）の世帯数と人口は以下の通りである。
| 丁目             | 世帯数    | 人口    |
| ---------------- | --------- | ------- |
| 羽曳が丘西一丁目 | 428世帯   | 979人   |
| 羽曳が丘西二丁目 | 213世帯   | 476人   |
| 羽曳が丘西三丁目 | 322世帯   | 729人   |
| 羽曳が丘西四丁目 | 235世帯   | 495人   |
| 羽曳が丘西五丁目 | 400世帯   | 1,025人 |
| 羽曳が丘西六丁目 | 243世帯   | 585人   |
| 羽曳が丘西七丁目 | 160世帯   | 572人   |
| 計               | 2,001世帯 | 4,861人 |

### 人口の変遷
国勢調査による人口の推移。
| 1995年（平成7年）  | 3,904人 | [ 6 ]  |  |
| 2000年（平成12年） | 3,897人 | [ 7 ]  |  |
| 2005年（平成17年） | 4,529人 | [ 8 ]  |  |
| 2010年（平成22年） | 4,930人 | [ 9 ]  |  |
| 2015年（平成27年） | 4,897人 | [ 10 ] |  |

### 世帯数の変遷
国勢調査による世帯数の推移。
| 1995年（平成7年）  | 1,246世帯 | [ 6 ]  |  |
| 2000年（平成12年） | 1,313世帯 | [ 7 ]  |  |
| 2005年（平成17年） | 1,559世帯 | [ 8 ]  |  |
| 2010年（平成22年） | 1,761世帯 | [ 9 ]  |  |
| 2015年（平成27年） | 1,748世帯 | [ 10 ] |  |

## 学区
市立小・中学校に通う場合、学区は以下の通りとなる（2020年4月時点）。
| 丁目             | 番・番地等 | 小学校                   | 中学校               |
| ---------------- | ---------- | ------------------------ | -------------------- |
| 羽曳が丘西一丁目 | 全域       | 羽曳野市立羽曳が丘小学校 | 羽曳野市立峰塚中学校 |
| 羽曳が丘西二丁目 | 全域       | 羽曳野市立羽曳が丘小学校 | 羽曳野市立峰塚中学校 |
| 羽曳が丘西三丁目 | 全域       | 羽曳野市立羽曳が丘小学校 | 羽曳野市立峰塚中学校 |
| 羽曳が丘西四丁目 | 全域       | 羽曳野市立羽曳が丘小学校 | 羽曳野市立峰塚中学校 |
| 羽曳が丘西五丁目 | 全域       | 羽曳野市立羽曳が丘小学校 | 羽曳野市立峰塚中学校 |
| 羽曳が丘西六丁目 | 全域       | 羽曳野市立羽曳が丘小学校 | 羽曳野市立峰塚中学校 |
| 羽曳が丘西七丁目 | 全域       | 羽曳野市立羽曳が丘小学校 | 羽曳野市立峰塚中学校 |

## 事業所
2016年（平成28年）現在の経済センサス調査による事業所数と従業員数は以下の通りである。
| 丁目                     | 事業所数 | 従業員数 |
| ------------------------ | -------- | -------- |
| 羽曳が丘西一丁目         | 21事業所 | 107人    |
| 羽曳が丘西二丁目         | 4事業所  | 19人     |
| 羽曳が丘西三丁目・四丁目 | 21事業所 | 60人     |
| 羽曳が丘西五丁目         | 12事業所 | 38人     |
| 羽曳が丘西六丁目         | 8事業所  | 15人     |
| 計                       | 66事業所 | 239人    |

## 交通

### 鉄道
鉄道線路は当地内を通っていない。最寄駅は近鉄南大阪線藤井寺駅及び古市駅となる。

### バス
- 近鉄南大阪線藤井寺駅または古市駅より近鉄バスで15分ほどのところに位置する。藤井寺駅からは羽曳が丘・羽曳が丘西を循環する系統が運行され、古市駅からは羽曳が丘西五丁目で折り返す系統が運行されている。

### 道路
市道のみ。

## 施設
- 羽曳野市立羽曳が丘図書館
- 羽曳野市立羽曳が丘幼稚園
- 羽曳が丘神社
- 羽曳野警察署羽曳丘交番

## その他

### 日本郵便
- 郵便番号 : 583-0865[3]（集配局：藤井寺郵便局[13]）。